# 알파이살리 SC
알파이살리(아랍어: نادي الفيصلي الرياضي)는 요르단의 수도 암만을 연고지로 한 축구 클럽으로 요르단 프로리그 최다 우승팀 타이틀을 보유 중이다.

## 선수 명단

### 현역
참고: FIFA 자격 규정에 따라 소속된 국가대표팀 국기를 표시합니다. 선수는 복수의 FIFA 비회원국 국적을 가지고 있을 수 있습니다.
| 번호 | 포지션 | 국적   | 이름          |
| ---- | ------ | ------ | ------------- |
| 4    | DF     | 요르단 | 바라 마레이   |
| 17   | DF     | 요르단 | 살렘 알아자린 |

| 번호 | 포지션 | 국적   | 이름            |
| ---- | ------ | ------ | --------------- |
| 70   | FW     | 세네갈 | 사이먼 디에디우 |

## 역대 감독
| 감독              | 임기        |
| ----------------- | ----------- |
| 브란코 스밀랴니치 | 2003 ~ 2006 |
| 타이르 자삼       | 2011        |
| 무함마드 아지마   | 2014        |
| 니자르 마흐루스   | 2015        |
| 치헵 엘리리       | 2020        |
| 후삼 알 사예드    | 2021        |
| 하킴 샤키르       | 2021        |
| 가지 그라이리     | 2023        |
| 라팟 모하마드     | 2024        |
| 자말 아부 아베드  | 2024 ~      |